# Hubert van Asch van Wijck
Hubert Willem van Asch van Wijck (Assen, 30 augustus 1867 - Alexandrië (Egypte), 3 november 1935) was een Nederlandse jonkheer en politicus.
Van Asch van Wijck was een Antirevolutionair Tweede Kamerlid van wie zowel de vader als grootvader Tweede Kamerlid waren. Hij was advocaat in Arnhem en huwde met Wilhelmina Philippina gravin van Limburg Stirum de dochter van het Gelderse Anti-Revolutionaire Eerste Kamerlid Constantijn Willem graaf van Limburg Stirum. Hij volgde in 1901 in het district Amersfoort zijn neef Titus op. Hij was een tamelijk actief Kamerlid met conservatieve opvattingen op sociaal gebied. Hij verloor in 1913 verrassend zijn zetel aan De Beaufort; Amersfoort had sinds 1853 alleen maar 'rechtse' afgevaardigden gehad. Hij werd nadien raadsheer in Suriname en Egypte. Van Asch van Wijck behoorde tot de Gereformeerde Kerken in Nederland.
- Biografisch Portaal: 90931428
- International Standard Name Identifier: 0000 0003 8925 2521
- Nederlandse Thesaurus van Auteursnamen: 072550694
- Parlement.com: vg09lkxirqqc
- Virtual International Authority File: 282606733
- WorldCat: E39PBJr3m7VyHhQB3yGjGwRMyd